# Пустинна улулица
Пустинната улулица (Strix butleri) е вид птица от семейство Совови (Strigidae).

## Разпространение и местообитание
Разпространен е в Египет, Йемен, Израел, Йордания, Оман, Палестина и Саудитска Арабия.